# Carling Bassett
Carling Kathrin Bassett-Seguso (ur. 9 października 1967 w Toronto) – kanadyjska tenisistka.
Carling jest wnuczką Johna Bassetta, córką jego syna Johna F. Bassetta. Jej matką jest Susan Carling, wnuczka kanadyjskiego polityka, Johna Carlinga.
3 stycznia 1983 roku rozpoczęła się jej kariera zawodowa.
W 1981 roku Bassett wygrała tytuł juniorskiej mistrzyni Kanady. Po wygraniu dwóch azjatyckich turniejów, została numerem dwa rankingów juniorskich. Już w wieku szesnastu lat została najlepszą kanadyjską tenisistką. Pracowała wówczas jako modelka i aktorka.
W 1983 roku osiągnęła ćwierćfinał Australian Open i wygrała turniej zawodowy w Pensylwanii. Rok później doszła do ćwierćfinału French Open i półfinału US Open. Drugi tytuł mistrzowski wygrała w Strasburgu w 1987. W czasie kariery wygrała również dwa tytuły deblowe i dwukrotnie została uznana najlepszym sportowcem Kanady. Cierpiała na bulimię.
Startowała na igrzyskach olimpijskich w Seulu (1988) odpadając z rywalizacji w 1 rundzie singla i 2 rundzie debla.
W 1987 roku, w wieku dwudziestu lat, poślubiła amerykańskiego tenisistę, Roberta Seguso. Para ma syna Holdena Johna (ur. 14 marca 1988), syna Ridleya Jacka (ur. w 1993) oraz córkę Carling Jr (ur. w 1990). Razem z mężem i Chris Evert prowadzi akademię tenisową.